# Trübe Wasser
Trübe Wasser (DDR-Titel) respektive Die im Trüben fischen (bundesdeutscher Titel) ist ein Spielfilm des französischen Regisseurs Louis Daquin aus dem Jahr 1960. Bei dem Film, der als Koproduktion der DDR mit Frankreich entstand, handelt es sich um eine Verfilmung des Romans La Rabouilleuse  (Deutscher Titel: Junggesellenwirtschaft ) von Honoré de Balzac.

## Handlung
Paris 1821. In der Restaurationszeit gibt es für den ehemaligen napoleonische Offizier Philipe Bridau, nach der Niederlage des Kaisers, keine Aufgaben mehr. Nur durch Geschenke seiner Mutter kann er sich über Wasser halten. Wegen seiner Armut kann er auch seine Geliebte, die Künstlerin Mariette, nicht mehr halten. Diese will lieber einen Grafen heiraten. Einen letzten Versuch unternimmt er, indem er seinen Bruder und seine Tante Descoings bestiehlt, der dadurch wiederum ein sehr hoher Lottogewinn entgeht. Die gestohlene Summe vermehrt er noch durch Gewinne am Spieltisch, aber die Geliebte will ihn nicht mehr, da sie einen Grafen heiraten kann.
Nun interessiert Philipe nur noch die Vermehrung des Geldes. Er will die Millionen seines Onkels Rouget, der Alleinerbe des Vermögens seines Großvaters, der Philipes Mutter enterbt hatte. Doch darauf ist schon dessen Geliebte Flore aus, die seit ihrem 12. Lebensjahr als Haushälterin im Hause lebt. Flore liebt den jungen Max, der ebenfalls nur hinter dem Geld her ist. Philipe Bridau tötet Max im Duell, sorgt dafür, dass der bereits kranke Onkel etwas schneller stirbt und heiratet Flore, die das Geld geerbt hat. Danach sorgt er dafür, dass Flore dem Alkohol verfällt und lässt sie im Spital verkommen. Nun wieder frei, heiratet er eine Adlige, wodurch sich sein Vermögen noch verdoppelt. Er ist ganz oben und legt seinen Reichtum in Staatspapieren an. 1830 stürzt die Regierung Karls X., Philipes Papiere sind plötzlich wertlos, und er selbst ist da, woher er kam, ganz unten.

## Produktion
Trübe Wasser wurde in Schwarzweiß gedreht. Der Film wurde unter dem Titel Les arrivistes am 8. April 1960 in Frankreich uraufgeführt; die DDR-Premiere fand am 13. Mai 1960 im Berliner Kino Babylon statt. Die Erstausstrahlung im Programm des DFF erfolgte am 1. Dezember 1960. Ab 16. Juni 1961 wurde der Film unter dem Titel Die im Trüben fischen in den Kinos der Bundesrepublik gezeigt.

## Kritik
Für H.U.E. (Hans Ulrich Eylau) von der Berliner Zeitung bleibt Trübe Wasser ein fesselndes, temperamentvoll und in starken Farben gemaltes Zeitbild aus dem Frankreich der ersten Restaurationsjahre, dessen fesselnde Lebensnähe in gleichem Maße der Regie wie der ganz ausgezeichneten Arbeit Eugen Klagemanns an der Kamera zu danken ist. Die Vitalität der Darstellung wird von der unkonventionellen, die Handlung kontrapunktierenden Musik Hanns Eislers wirksam unterstrichen. Horst Knietzsch befand im Neuen Deutschland, dass die ausgezeichneten schauspielerischen Leistungen, nicht immer über die inneren Schwächen des Films hinwegzutrösten vermögen. Das Lexikon des internationalen Films schrieb, dass es die Geschichte eines Mannes behandelt, der sich nicht mit den historischen Veränderungen abfinden kann, und die mit Bezügen zur Gegenwart der 50er Jahre ausgestattet ist. Die zurückhaltende Inszenierung und Eislers moritatenhafte Musik halten den Zuschauer in kritischer Distanz zur Hauptfigur.